# Köpenicker Blutwoche
Die Köpenicker Blutwoche war eine Verhaftungs-, Folter- und Mordaktion der SA gegen Zivilpersonen im Jahr 1933. Sie ereignete sich zwischen dem 21. und 26. Juni 1933 im Berliner Stadtteil Köpenick, geleitet von SA-Sturmbannführer Herbert Gehrke. Die Köpenicker SA-Standarte 15 nahm dabei bis zu 500 Gegner des Nationalsozialismus gefangen, demütigte und folterte sie. Ein Teil der Verfolgten wurde ermordet oder erlag den Folgen der Folterungen, etliche trugen dauerhafte körperliche und psychische Schäden davon. Nach dem Ende des Krieges wurden ab 1947 mehrere Täter gerichtlich zur Verantwortung gezogen und verurteilt.

## Orte und Ereignisse
Die Köpenicker Sturmabteilung (SA) der NSDAP hatte seit Hitlers „Machtergreifung“ den Terror gegen Sozialdemokraten, Kommunisten und Juden verstärkt und beteiligte sich an der antijüdischen Boykottaktion vom 1. April 1933. Unmittelbar nach dem Tag der nationalen Arbeit wurden die Gewerkschaften am 2. Mai 1933 verboten. Am 9. Mai wurden die Zeitungen und das Vermögen des Reichsbanners beschlagnahmt. Unter dem Vorwand, der Deutschnationale Kampfring der DNVP, Hitlers Koalitionspartner, sei von Kommunisten und Sozialdemokraten unterwandert, planten Hitler, Goebbels und Göring, auch die letzten Widerstände in der Arbeiterbewegung zu brechen. Am 22. Juni untersagte der Reichsinnenminister Wilhelm Frick der SPD jede politische Betätigung, annullierte die Abgeordnetenmandate, ließ das Parteivermögen einziehen und zirka 3000 Funktionäre verhaften.

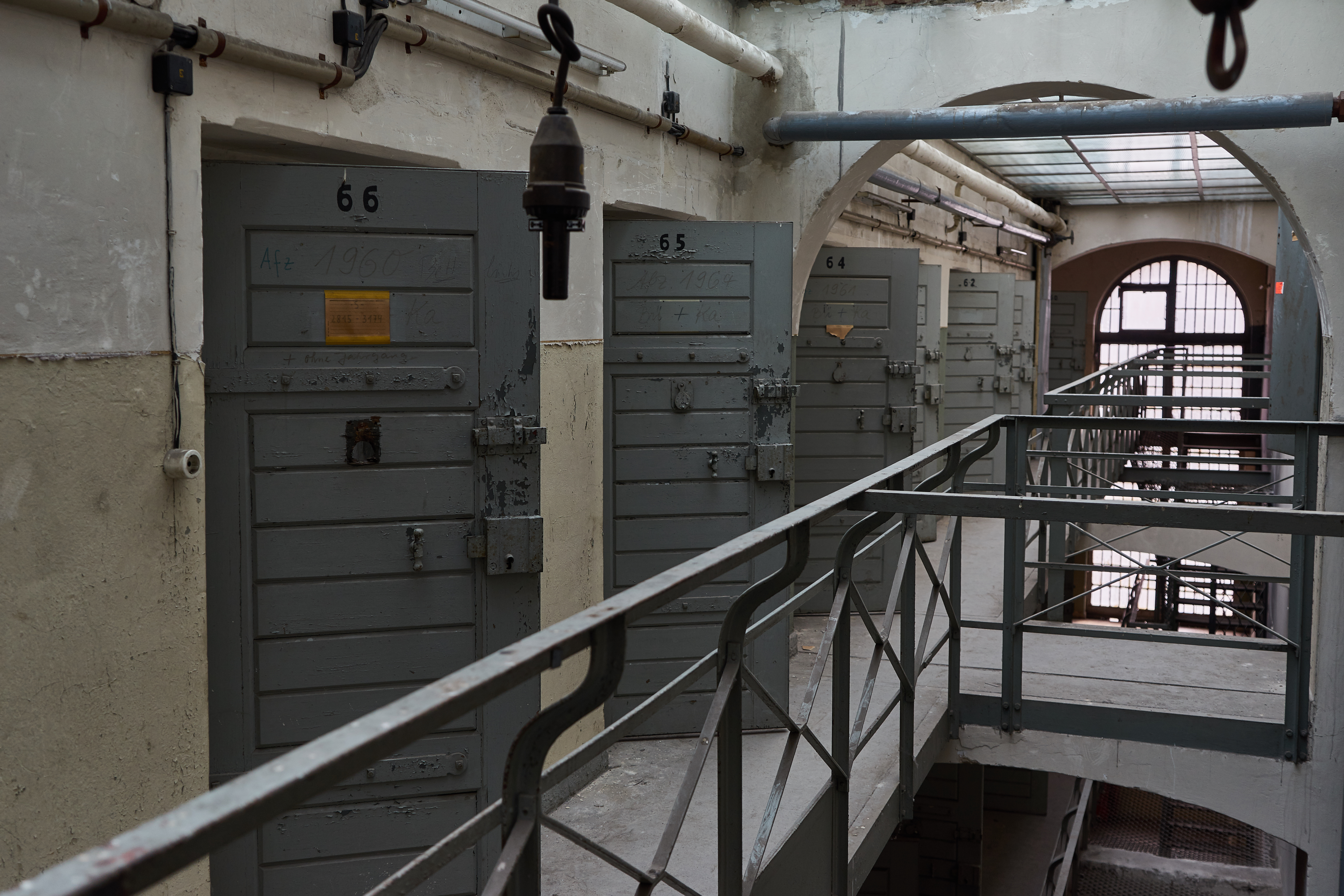
Zellengang im Amtsgerichtsgefängnis Berlin-Köpenick

Erstes Angriffsziel war die Wohnsiedlung Elsengrund am S-Bahnhof Köpenick. Als Anton Schmaus in Notwehr drei SA-Männer niederschoss, hatten die Gewaltaktionen bereits begonnen: In den Gaststätten Demuth in Köpenick und Seidler im Siedlungsviertel Uhlenhorst, im ehemals dem Reichsbanner gehörenden Wassersportheim in der Wendenschloßstraße sowie Bootshäusern in Grünau und im Amtsgerichtsgefängnis an der Puchanstraße wurden Antifaschisten gefoltert. Ein Teil der Verhafteten wurde nach Misshandlungen im Lokal Seidler ins Polizeipräsidium gebracht, von wo manche wieder entlassen wurden.
An der Aktion der SA waren beteiligt: SA-Sturmführer 1/15 Friedrich Plönzke (SA-Lokal Seidler), SA-Sturmführer Herbert Scharsich (Demuth-Sturm 2/15), SA-Sturmführer Toldi Draeger 4/15 (SA-Lokal Jägerheim), SA-Sturmführer Reinhold Heinz Wendenschloß-Sturm 3/15, (SA-Heim Müggelseedamm – ehemaliges Reichsbanner-Wassersportheim), SA-Sturmführer Werner Mau 5/15 (SA-Heim Müggelseedamm) sowie Teile des berüchtigten Maikowski-Sturmes der SA aus Charlottenburg. SA-Sturmbannführer Herbert Gehrke leitete die Aktion.
Opfer waren Mitglieder von KPD und SPD, des Reichsbanners, des Deutschnationalen Kampfringes (DNVP), Juden, Gewerkschafter und Parteilose. Unter den Opfern befanden sich der frühere Ministerpräsident von Mecklenburg-Schwerin Johannes Stelling (SPD), der Reichsbannerführer Paul von Essen, der Kreisleiter des Reichsbanners Richard Aßmann, der Reichsbannerfunktionär Paul Pohle, die Kommunisten Erich Janitzky, Karl Lange, Götz Kilian, Josef Spitzer und Paul Spitzer, Mitglieder des Roten Frontkämpferbundes wie Karl Pokern oder Juden wie der Chemiker Georg Eppenstein. Zahlreiche Personen starben an Verletzungen, die ihnen durch Folter zugefügt worden waren, andere behielten bleibende gesundheitliche oder psychische Schäden.
Die Angaben zu den Todesopfern schwanken. In der DDR-Literatur war von 91 Todesopfern die Rede; auch westdeutsche Historiker wie Walter Tormin oder Hans-Ulrich Wehler übernahmen diese Zahl. Später erwies sich diese Angabe als ungeprüfte Zahl. Die neuere Forschung geht davon aus, dass der SA-Terror mindestens 24 Todesopfer forderte. Einige Leichen von Opfern gelangten in das Leichenschauhaus in der Hannoverschen Straße, wo sie im Hauptaufnahmebuch dokumentiert sind. Manche Leichen der Opfer wurden in Säcken verschnürt in umliegende Gewässer geworfen oder im Schmöckwitzer Wald aufgehängt. In den Säcken, die das Wasser der Dahme wenige Tage nach den Gräueltaten nahe der Grünauer Fähre anschwemmte, wurden unter anderen die oben erwähnten Johannes Stelling, Paul von Essen und Karl Pokern identifiziert.

## Fallbeispiel: Anton Schmaus

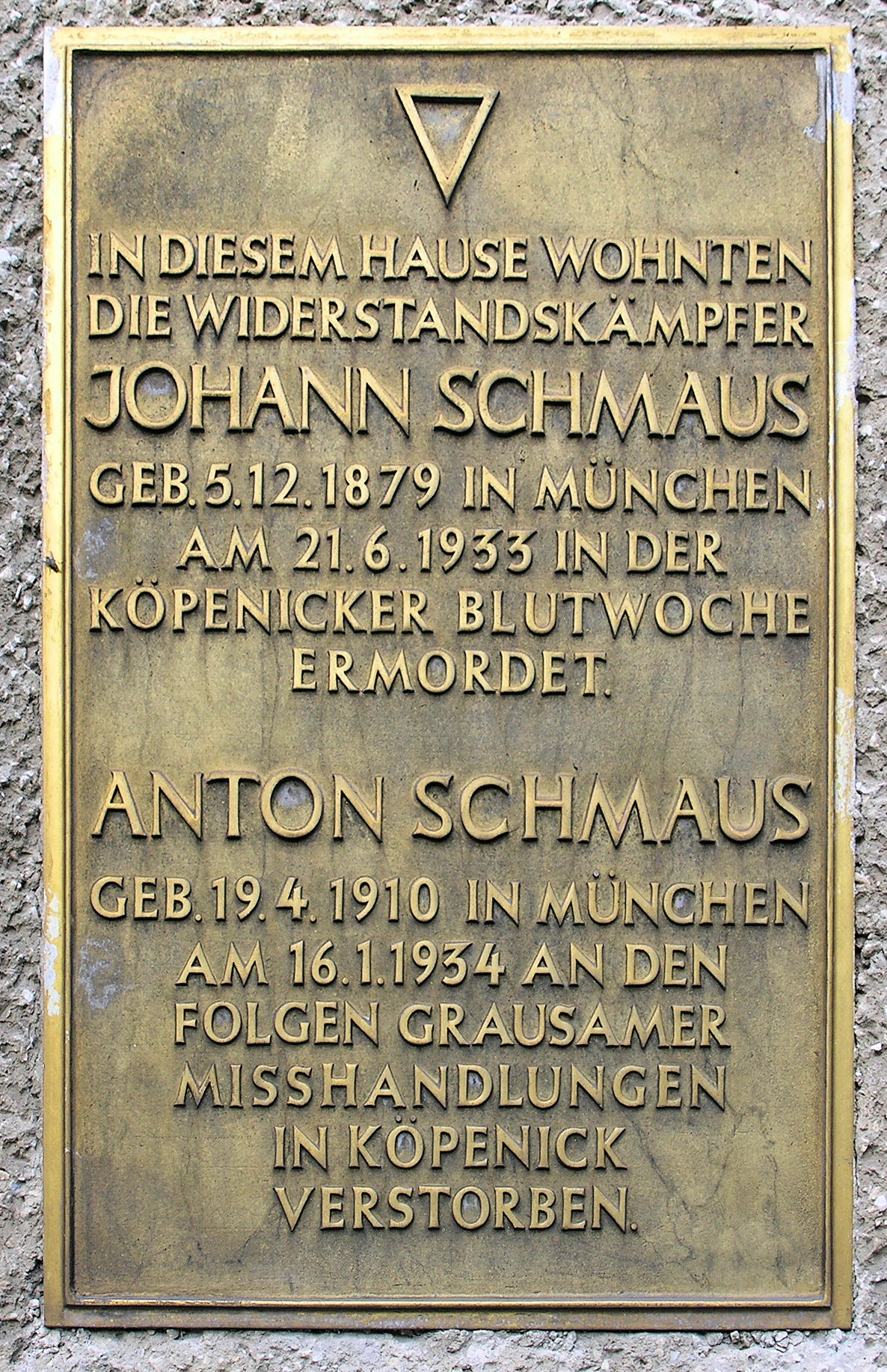
Gedenktafel am Haus Schmausstraße 2, in Berlin-Köpenick

Der gelernte Zimmermann Anton Schmaus, geboren am 19. April 1910 in München, unter fünf Geschwistern der zweite Sohn der Familie, gehörte der Sozialistischen Arbeiter-Jugend, der SPD und seit 1931 der Reichsbannerjugend an. Sein Vater Johann war Gewerkschaftssekretär und Reichsbannermitglied.
Rollkommandos der SA fuhren, in Wäschereiautos versteckt, vor den Häusern bekannter Gegner des Nationalsozialismus im Bezirk Köpenick vor und brachten diese in ihre Gewalt. Im Laufe des 21. Juni 1933 wurden mindestens 200 Menschen in SA-Lokalen misshandelt.
Anton Schmaus, der sich in Abendkursen an einer Baufachschule weiterbildete, wurde abends am Bahnhof gewarnt. Nach Schilderungen von Willy Urban und Paul Hasche, Freunde und Nachbarn der Familie Schmaus, hatte die SA bereits um die Mittagszeit die Wohnung der Familie überfallen und nach Vater und Sohn durchsucht. Anton wies den Rat seiner Freunde, zu fliehen, jedoch mit den Worten zurück: „Ich habe die Rechtlosigkeit satt, ich will mich nicht ständig verstecken.“
Als die SA nach 22 Uhr am 22. Juni 1933 gewaltsam in die Wohnung der Familie Schmaus eindrang, stellte Antons Mutter, Katharina Schmaus, sich ihnen in den Weg, woraufhin die Eindringlinge sie niederschlugen und traten. Anton wurde durch die Hilferufe seiner Mutter aus dem Schlaf gerissen und sah sich auf der obersten Treppenstufe des ersten Stockwerks den heraufstürmenden SA-Leuten gegenüber. Er rief ihnen zu, das Haus zu verlassen, andernfalls würde er schießen. Als sich die SA-Leute davon nicht abschrecken ließen, schoss Anton Schmaus. Zwei der Angreifer brachen tödlich getroffen zusammen, ein dritter geriet in die Schusslinie eines anderen SA-Mannes, worauf sich Anton mit einem Sprung aus dem Fenster ins Freie rettete.
Nach seinem Entkommen stellte er sich freiwillig der Polizei, da die SA hinter ihm her war und die Köpenicker Polizeidienststelle ihm eine vermeintlich rechtsstaatliche Zuflucht bot. Zwei Schutzpolizisten überführten Anton ins Polizeipräsidium, wo schon eine Gruppe von etwa 30–40 SA-Leuten auf ihn wartete. In dem sich anschließenden Gerangel mit den Schutzpolizisten erlitt Anton durch einen Schuss ins Rückenmark eine schwere Lähmung. Die SA misshandelte ihn weiter; er starb am 16. Januar 1934 im Alter von 23 Jahren im Polizeikrankenhaus. Antons Vater Johann wurde von der SA schwer misshandelt. Am 22. Juni 1933 wurde er in seinem Haus erhängt aufgefunden. SA-Männer fingierten einen Suizid, um einen Mord zu vertuschen.

## Direkte Nachwirkung
Illegal und unter Lebensgefahr brachten Nazigegner die Wahrheit über das Massaker an die Öffentlichkeit, z. B. mit der Tarnschrift Luftschutz ist Selbstschutz. Das Pfarrersehepaar der Schlosskirchengemeinde, Alide Ratsch und Georg Ratsch, versteckte in seinem Pfarrhaus Nazigegner und verfolgte Jüdinnen und Juden. Der Zentrumspolitiker Heinrich Krone protestierte beim Innenministerium, Pfarrer Georg Ratsch beim NS-Bürgermeister, aber ohne Erfolg.
Am 25. Juli 1933 erging vom Reichsjustizminister Franz Gürtner für diese, wie andere mit der „Machtergreifung“ zusammenhängende Straftaten, ein „Gnadenerweis“. Den getöteten SA-Männern Walter Apel, Ronert (Richard) Gleuel und Wilhelm (Franz) Klein bereitete die NSDAP Staatsbegräbnisse am 26. und 30. Juni 1933. Gemeinsam wurden sie als Helden des Dritten Reiches auf dem Evangelischen Friedhof der Stadtkirchengemeinde in der Rudower Straße begraben. Nach ihnen benannten sie Straßen: Apel-Straße (zuvor: Alte Dahlwitzer Straße), Gleuelplatz (vorher: Dahlwitzer Platz) und Kleinstraße (davor: Ravensteiner Straße). Die Familie Schmaus wurde inhaftiert bzw. emigrierte und das Vermögen der Familie fiel dem NS-Staat zu. Durch den NSDAP-Ortsgruppenleiter Kaiser und den Bürgermeister Karl Mathow wurde Herbert Gehrke angewiesen, weitere Aktionen dieser Art zu unterlassen und dem Terror der SA in Köpenick ein Ende zu setzen.

## Prozesse 1947, 1948 und 1950
Der erste Prozess fand vor der 1. Großen Strafkammer in Berlin-Moabit vom 19. bis 21. Juni 1947 statt. Vier SA-Leute waren wegen Verbrechen gegen die Menschlichkeit entsprechend den Kontrollratsgesetzen angeklagt. Es wurden zwei Freiheitsstrafen von acht Jahren und 18 Monaten ausgesprochen; eine Angeklagte wurde freigesprochen, ein Angeklagter war vor dem Prozess geflohen. In einem weiteren Prozess in Moabit im August 1948 wurden zwei SA-Leute zu 15 Jahren, einer zu sechs Monaten Zuchthaus verurteilt.
Der dritte Prozess gegen 61 identifizierte Angeklagte fand vom 5. Juni bis 19. Juli 1950 unter großer öffentlicher Anteilnahme vor dem Landgericht Berlin in Ost-Berlin statt. Von ihnen waren zur Tatzeit 47 SA-Männer, drei NSDAP-Mitglieder, ein SS-Mann und zehn Nichtorganisierte. Von den Angeklagten befanden sich 34 in Untersuchungshaft, 13 waren unbekannten Aufenthalts, zehn hielten sich in Westdeutschland auf, drei waren flüchtig und einer jüngst verstorben. Das Gericht verurteilte 15 zum Tode, 13 zu lebenslänglich, sieben zu 25, zwei zu 20, acht zu 15, drei zu 12 und fünf zu zehn Jahren Zuchthaus sowie vier zu fünf Jahren Zwangsarbeit. Sechs der zum Tode verurteilten starben am 20. Februar 1951 unter dem Fallbeil in Frankfurt (Oder). Die übrigen neun zum Tode verurteilten Täter waren ebenso wie 13 weitere Verurteilte in die Bundesrepublik geflüchtet, die eine Auslieferung verweigerte.

## Nach 1990
Die Angehörigen eines Verurteilten verlangten 1992 eine Wiederaufnahme des Verfahrens. Sie beriefen sich auf politische Säuberungsaktionen und stalinistische Schauprozesse in den frühen Jahren der DDR, die aus rechtsstaatlicher Sicht nicht anerkannt werden könnten. Dem Verurteilten Otto Busdorf, einem Polizeibeamten, zur Tatzeit NSDAP-Mitglied und SA-Scharführer, war im Prozess von 1950 angelastet worden, er sei wegen der Vernehmung des Reichsbannerfunktionärs Paul von Essen für dessen Ermordung mitverantwortlich. Aus dem veröffentlichten Gerichtsurteil geht hervor, dass der 1878 geborene Busdorf, der Mitglied der SPD und des Schrader-Verbandes war, 1931 als Kriminalkommissar ein Gerichtsverfahren gegen den NSDAP-Gauleiter Joseph Goebbels eingeleitet hatte, das mit dessen Verurteilung endete. Danach war er vorsichtshalber heimlich förderndes Mitglied der SS und nach dem 31. Januar 1933 der NSDAP und der SA geworden. Sein Doppelspiel führte 1934 zur Entlassung aus der Polizei, zum Ausstoß aus der SA, zu Verhaftungen durch die Gestapo und einer viermonatigen KZ-Haft. Nach 1945 war Busdorf Lehrer an der Polizeischule Brandenburg.
Das Berliner Kammergericht lehnte 1992 die Zurückverweisung des Urteils von 1950 ab. In der Entscheidung vom 13. August 1992 stellte das Gericht fest, dass „schwerwiegende Rechtsfehler nicht zu entdecken“ seien und ein ausgewogenes Urteil vorliege, „in dem kein Unschuldiger verurteilt worden ist“.
Der Südwestrundfunk (SWR) sendete am 8. Februar 2015 ein Radio-Feature über Otto Busdorf, in dem die Köpenicker Blutwoche eine zentrale Rolle spielt.

## Gedenken

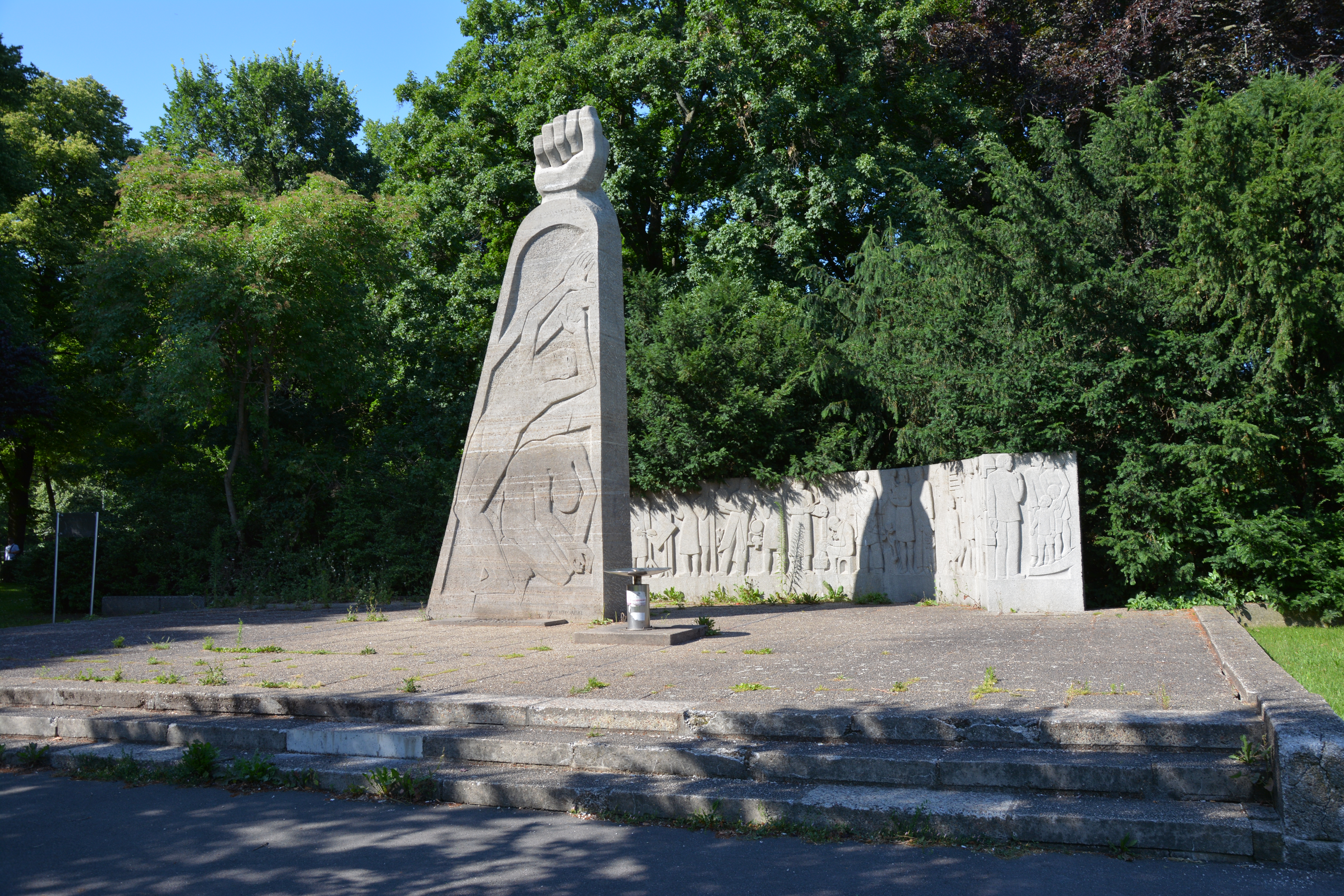
Denkmal mit Tafel und Inschriften

Am 7. Oktober 1969 wurde auf dem Köpenicker Platz des 23. April das Denkmal der Köpenicker Blutwoche eingeweiht. Seit 1980 befand sich im ehemaligen Amtsgerichtsgebäude von Berlin-Köpenick in der Puchanstraße 2 ein Gedenkraum und seit 1987 die (1993 und 1995 neu strukturierte) Gedenkstätte Köpenicker Blutwoche. Im gesamten Stadtteil gibt es mehrere Gedenksteine sowie Gedenktafeln an den ehemaligen SA-Sturmlokalen und den Wohnorten einiger Opfer. Die Jugendfreizeiteinrichtung der Falken in Neukölln-Britz trägt den Namen des Opfers Anton Schmaus, der Mitglied der SAJ war.
Die Gedenktafel an der Wendenschloßstraße 390 wurde in der Wendezeit gestohlen. Der Müggelheimer Künstler Martin Jahn, der schon die erste Tafel geschaffen hatte, wurde 1993 vom Bezirksamt beauftragt, eine neue Tafel aus Kupfer zu fertigen. Anfang 2021 tauchte die ursprüngliche Tafel bei eBay auf. Die Tafel wurde vom Händler zurückgegeben und befindet sich jetzt im Museum. Die Polizei ermittelt.

## Rezeption
Die Köpenicker Blutwoche wird im Computerspiel Through the Darkest of Times des Entwicklerstudios Paintbucket Games thematisiert.

## Artikel
- Anita Wünschmann: So hoch liegt der Schnee in Italien. Vor 70 Jahren begann in Köpenick der größte Terroreinsatz der Nazis. Die Geschichte des Anton Schmaus. In: Berliner Zeitung, 21. Juni 2003.
- Vor sieben Jahrzehnten – Köpenicker Blutwoche Juni 1933. Bund der Antifaschisten Köpenick
- Die Faust. Zum Denkmal auf dem Platz des 23. April. Bund der Antifaschisten Köpenick.
- Köpenicker Blutwoche: Willy und Lina Patermann. HaGalil.com – Jüdisches Leben online, 21. Juni 2005.
- Rudolf Hirsch: Die Blutwoche von Köpenick. Aus dem Gerichtssaal. Berichte über den „Prozess gegen Plönzke und andere“. In: Tägliche Rundschau 6. Juni bis 20. Juli 1950; bda-koepenick.de (PDF; 20 MB).